# Слюсарівський віковий дуб
Слюсарі́вський вікови́й дуб — ботанічна пам'ятка природи місцевого значення в Україні. Об'єкт розташований на території Подільському районі Одеської області, біля південної околиці села Слюсареве. 
Площа 0,2 га. Статус надано 2000 року. Перебуває у віданні ДП «Савранське лісове господарство» (Слюсарівське л-во, кв. 36, вид. 4). 
Статус надано для збереження одного екземпляра вікового дуба. Дерево має обхват 7,06 м. Висота 40 м. Вік 600—800 років. Один з найстаріших дубів України]. Росте на території Слюсарівського лісництва  (див. Савранський ліс). 

## Галерея зображень

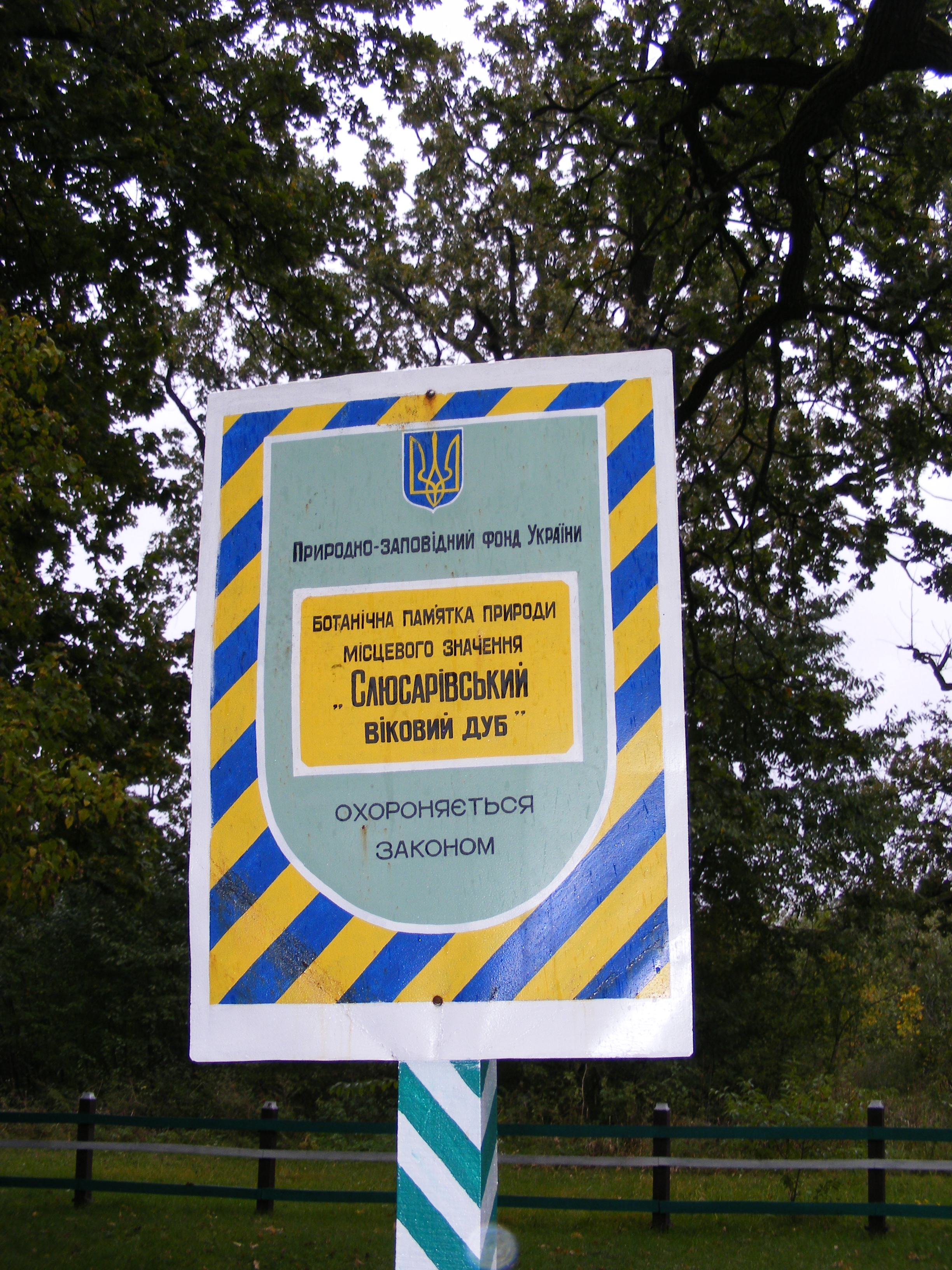
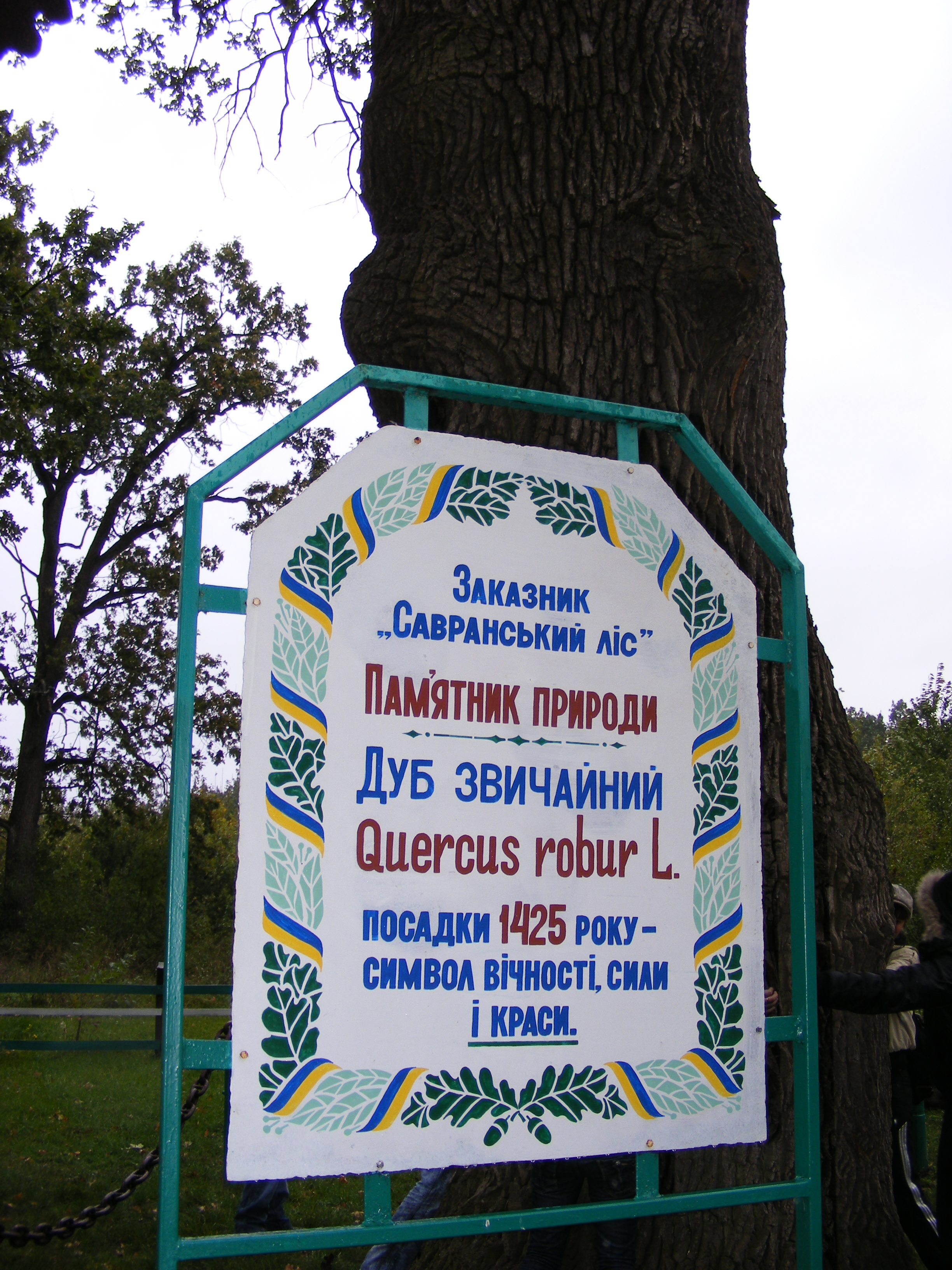
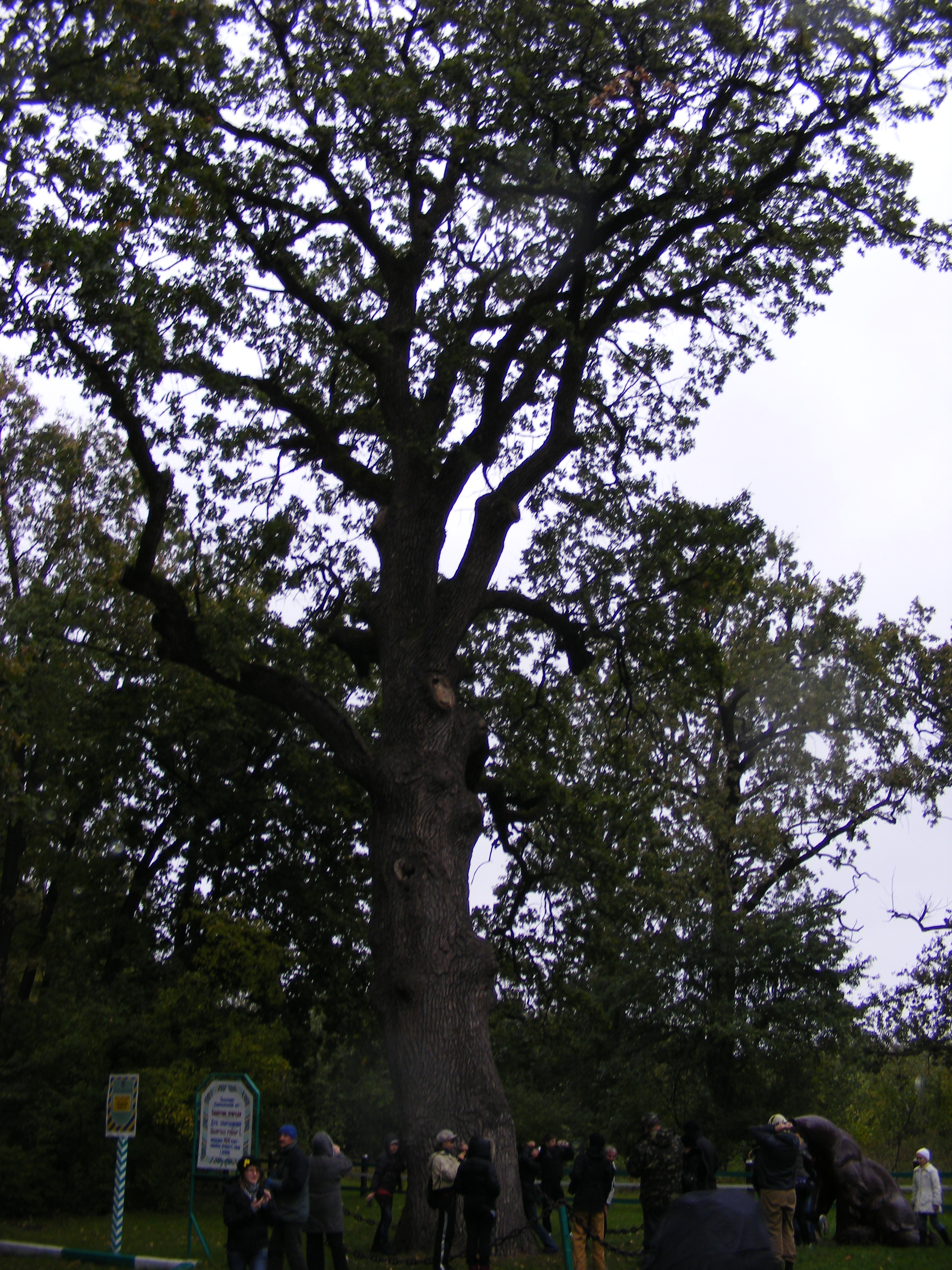
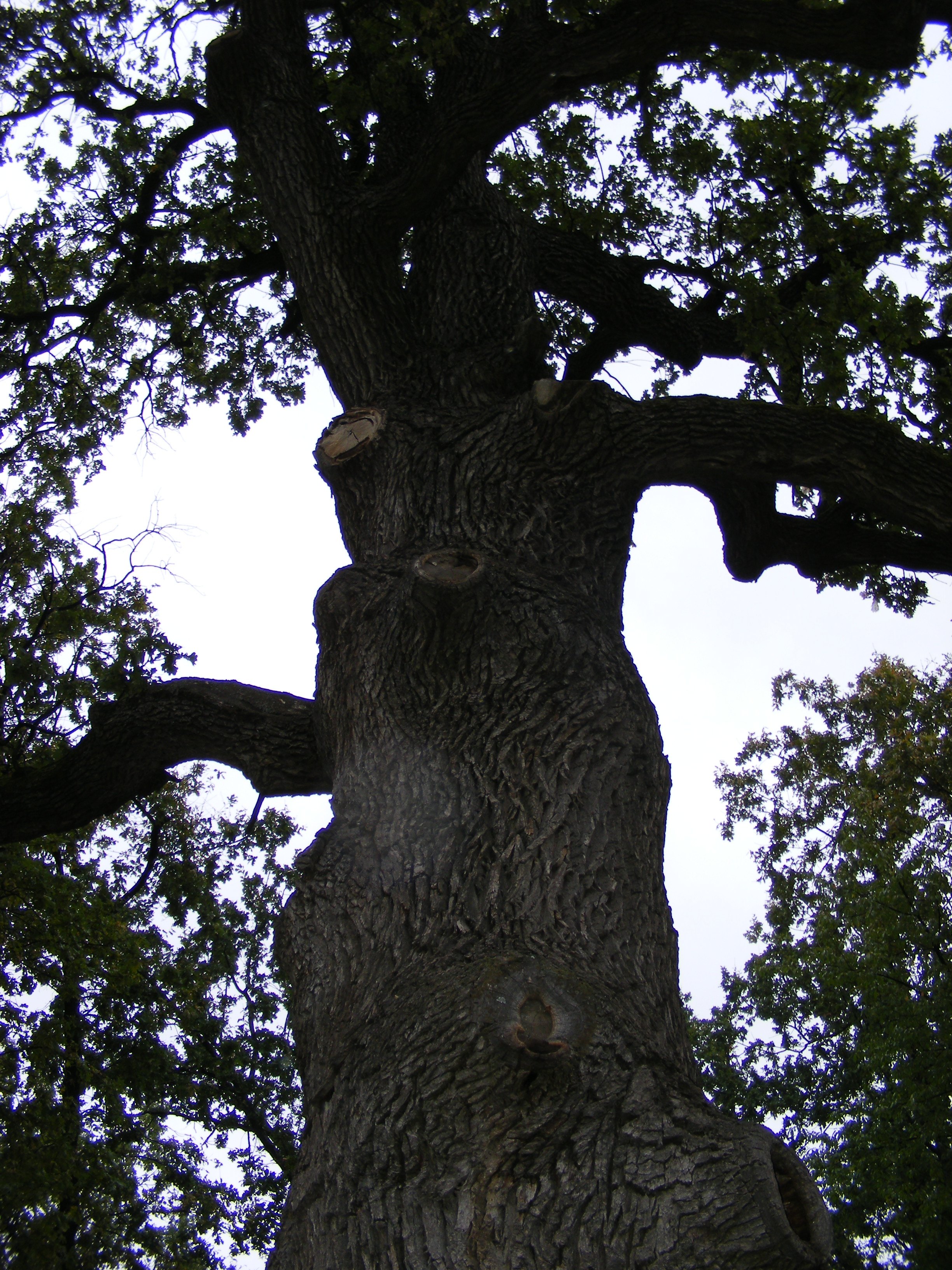

## Ресурси Інтернету
- Фотогалерея самых старых и выдающихся деревьев Украины

## Виноски
1. ↑   Шнайдер С. Л., Борейко В. Е., Стеценко Н. Ф. 500 выдающихся деревьев Украины. — К.: КЭКЦ, 2011. — 161 с.